# Gulkronad busktörnskata
Gulkronad busktörnskata (Laniarius barbarus) är en fågel i familjen busktörnskator inom ordningen tättingar.

## Utseende och läte
Gulkronad busktörnskata är en praktfull fågel i svart och karmosinrött med gulorange hjässa. Ungfågeln är mattare färgad, med brunare ovansida och gulaktig undersida. Lätena varierar men består mestadels av ringande ljudliga visslingar som besvaras med klickande, elektriskt sträva och raspiga ljud i en synkroniserad duett.

## Utbredning och systematik
Gulkronad busktörnskata delas in i två underarter:
- L. b. helenae – förekommer i mangroveträsk i kustnära Sierra Leone
- L. b. barbarus – förekommer från Senegal till Nigeria, nordligaste Kamerun och södra Tchad

## Levnadssätt
Gulkronad busktörnskata hittas i fuktig eller torr savann. Den ses födosöka i täta snår, helst med kraftigare stammar men kan också ses hoppa ute i det öppna. Fågeln nyttjar även kustnära buskmarker och mangroveskogar. Den ses enstaka eller i par, ibland som en del av artblandade flockar.

## Status
Arten har ett stort utbredningsområde och beståndet anses stabilt. Internationella naturvårdsunionen IUCN listar den därför som livskraftig (LC).